# Survivor (banda)
Survivor é uma banda de rock norte-americana formada em 1978 em Chicago por Jim Peterik e Frankie Sullivan. A banda alcançou seu maior sucesso nos anos 80, produzindo muitos singles de sucesso, principalmente nos Estados Unidos. A banda é mais conhecida por seu sucesso de 1982 com duplo disco de platina, a música Eye of the Tiger, tema do filme Rocky 3, que permaneceu por seis semanas como número 1 nos Estados Unidos. A banda continuou a subir nas paradas em meados da década de 80 com singles como Burning Heart, The Search Is Over, High On You, Is This Love,  e I Can't Hold Back.  
Jimi Jamison substituiu Bickler e em 1984 a banda lançou um álbum que emplacou mais dois hits, “I Can't Hold Back” e “The Search is Over”. O álbum se chamou “Vital Signs” e é considerado pelos fãs o melhor da banda. No mesmo ano, a banda teve outra música em um filme consagrado. Desta vez, a banda gravou a música "The Moment of Truth" para o filme Karate Kid. Em 1985, a banda voltou a fazer parte da série cinematográfica Rocky com a música "Burning Heart", ouvida em Rocky IV.
Após "Vital Signs", mais dois álbuns vieram: "When Seconds Count"(1986) lançou a música "Is This Love", que fez um grande sucesso. "Too Hot to Sleep" (1988) não contou com a presença de Stephan Ellis e Marc Droubay, que saíram da banda enquanto desenvolviam o disco. Nas sessões de estúdio, Mickey Curry assumiu a bateria e Bill Syniar, o baixo. Porém, nos shows da banda, quem tocava a bateria era Kyle Woodring. O último álbum não foi muito bem aceito e a banda entrou em crise.
Mesmo com a banda em baixa, Sylvester Stallone utilizou uma música deles no filme "Condenação Brutal", de 1989. A música utilizada foi "Ever Since The World Began", do álbum "Eye of The Tiger". A versão original da música tinha Dave Bickler como vocalista, mas no filme foi usada uma regravação com Jimi Jamison no vocal.
Depois do desapontamento com "Too Hot to Sleep", a banda resolver dar um tempo. Jimi Jamison seguiu carreira solo cantando algumas músicas do Survivor nos shows. Frank Sullivan chegou a participar de alguns destes shows.
Em 1993, Jim Peterik e Frankie Sullivan se reuniram com o antigo vocalista Dave Bickler e retornaram com a banda. Lançaram uma coletânea com sucessos da banda e mais duas canções inéditas, com Bickler nos vocais. As canções eram "Hungry Years" e "You Know Who You Are". A banda saiu em turnê com Bill Syniar e Kyle Woodring, baixista e baterista respectivamente.
De 1993 a 1996, a banda fez diversos shows relembrando sucessos antigos e tentou, em vão, lançar um novo álbum. O posto de baixista da banda fora trocado diversas vezes: Klem Hayes (1994), Randy Rilley (1994-1995) e Billy Ozello (1995-1996).
Jim Peterik resolveu sair da banda em 1996, sendo substituído por Chris Grove. No mesmo ano, o baixista Stephan Ellis e o baterista Marc Droubay voltaram à banda, mas Ellis saiu novamente em 1999, sendo substituído por Gordon Patriarca, que tocou até a banda trazer Billy Ozzello de volta.
Em 1999, o ex-vocalista Jimi Jamison lançou um álbum intitulado "Jimi Jamison's Survivor", onde se reuniu com diversos músicos desconhecidos e lançou músicas novas, que lembravam muito o estilo de Survivor. Frank Sullivan abriu um processo contra Jamison, pois a marca "Survivor" pertencia ao primeiro. Sullivan também alegou que Jamison estaria usando o nome da banda em benefício próprio.
O processo acabou não abalando em nada, pois em 2000, Dave Bickler saiu da banda e Jimi Jamison retornou em seu lugar. Em 2003, Randy Riley substituiu Billy Ozzello nos baixos. Em 2004, a banda gravou comerciais para a Starbucks, onde cantavam uma versão modificada de "Eye of The Tiger. O comercial foi um sucesso e foi nomeado para o Emmy Award. Por outro lado, o ex-vocalista Dave Bickler gravou comerciais para a cerveja Budweiser e também fez muito sucesso, lançando um CD com as melhores propagandas.
Barry Dunaway tocou baixo com a banda durante o ano de 2005, mas em 2006, Ozzello estava de volta. Em 2006 , 18 anos depois do disco inédito da banda, "Too Hot to Sleep" a banda lança o álbum "Reach" que foi recebido com muita alegria pelos fãs. Seis das doze músicas do álbum foram escritas durante a década de 90, sendo que algumas tinham até sido gravadas com Bickler no vocal. Após o lançamento de Reach, Jamison saiu da banda.
Robin McAuley substituiu Jamison e, desde 2007, a banda faz turnês pela América do Norte, Europa e Ásia, sempre relembrando os antigos sucessos. A formação atual é composta por novos e antigos membros: Robin McAuley (vocal), Frank Sullivan (guitarras e vocais), Marc Droubay (bateria), Billy Ozzello (baixo) e Mitchell Sigman (teclados e guitarras).
Algumas das canções mais famosas de Survivor são: "Eye of the Tiger", "Burning Heart", "Poor Man's Son", "Summer Nights", "Can't Hold Back", "High on You", "The Search Is Over", "Is This Love?".
Em Novembro de 2011, Jimi Jamison anuncia sua volta ao Survivor, e ainda conta que gravará novas músicas com a banda. Também, haverá uma turnê mundial.

## História

### Primeiros anos
Antes de formar a Survivor, Jim Peterik era vocalista e guitarrista da banda The Ides of March. A Jim Peterik Band foi formada depois qie Peterik lançou seu álbum Don't Fight the Feeling pela gravadora Epic Records, em 1976. As notas do encarte do álbum, escritas por Jim Charney, mencionaram Peterik como um "sobrevivente", o que inspiraria o nome da nova banda de Peterik.
O baterista Gary Smith e o baixista Dennis Keith Johnson foram membros da banda de jazz-rock fusion Chase, do trompetista Bill Chase. Peterik havia tocado com Chase em 1974. Outra inspiração para a escolha do nome da banda se deve ao fato de Peterik ter escapado por pouco da morte por não ter podido fazer uma participação especial em um show da Chase que aconteceria no dia 9 de agosto de 1974 em Jackson, Minnesota, não estando no acidente aéreo que matou Bill Chase e a maior parde da sua banda. 
Em 1978 a Jim Peterik Band foi dissolvida, and Jim cogitava retornar a cantar e produzir jingles. Após vários dias insistindo com Peterik, o road manager e técnico de som Rick Weigand conseguiu convencê-lo a encontrar com o guitarista Frankie Sullivan (ex-Mariah). Por volta de uma hora de conversa,  nasceu a banda Survivor. Johnson and Smith foram recrutados e Peterik trouxe o cantor Dave Bickler (ex-Jamestown Massacre), que tinha trabalhado com Peterik em gravações de jingles em Chicago. 
Em setembro de 1978 a banda fez seu primeiro show, na Lyons Township High School, no súbúrbio de La Grange, em Chicago. Depois de tocarem em pequenas casas durante aquele ano, o executivo da Atlantic Recording Corporation John Kalodner fez contrato com a Survivor.  
Uma das primeiras apresentações da Survivor (seu segundo show, de acordo com a autobiografia de Peterik Through the Eye of the Tiger), no Haymakers Rock Club em Wheeling, Illinois em 15 de setembro de 1978, apareceu como uma gravação pirata nos círculos de traders recentemente.  
O primeiro álbum do grupo, autointitulado Survivor, foi gravado em 1979 e lançado pela Scotti Bros., subsidiária da Atlantic, em fevereiro de 1980. O álbum não atingiu o sucesso que a banda esperava. No álbum, Peterik tocou a guitarra base e todos os teclados foram gravados por Dave Bickler, que é miltiinstrumentista. O papel de Peterik na banda rapidamente passou a ser, além de guitarra base, backing vocal, tecladista e co-compositor em 1981, sendo algumas partes de teclado tecadas nas sessões de gravação pelos produtores.     
Ainda em 1981, devido a conflitos de agenda com outros projetos, Johnson and Smith foram substituídos pelo baterista Marc Droubay, amigo de Sullivan e pelo baixista Stephan Ellis, que Peterik e Sullivan viram tocando em uma banda no Flipper's Roller Boogie Palace em Los Angeles, Califórnia.     
Tanto Droubay quanto Ellis chegaram a tempo para a gravação do segundo álbum, Premonition, de agosto de 1981. O álbum subiu nas paradas de sucesso, alcançando popularidade com o público americano e dando à banda seu primeiro sucesso no top 40: "Poor Man's Son".    

### 2013 - presente
Em 2013, foi anunciado no site oficial da banda que o guitarrista Frankie Sullivan tinha se reunido novamente a banda, junto com o Ex- Vocalista Dave Bickler. "Nossos fãs são os melhores e eu não consigo pensar em uma maneira melhor para lhes dar o nosso melhor. Com  Dave e Jimi na banda, podemos tocar todos os nossos sucessos novamente", disse o guitarrista Frankie Sullivan. 

### 2014
No dia 31 de agosto de 2014, o vocalista Jimi Jamison é encontrado morto em sua casa, vítima de um ataque cardíaco. A banda suspendeu as atividades temporariamente. Em 2016 anunciou turnê com o vocalista Cameron Barton.

## Formação

### Membros atuais
- Frankie Sullivan – guitarra solo, backing vocals (1978–1988, 1993–presente)
- Billy Ozzello – baixo, backing vocals (1995–1996, 1999–2003, 2006–presente)
- Ryan Sullivan – bateria(2014–presente)
- Cameron Barton – vocais (2015–presente)
- Jeffrey Bryan – teclados, guitarra base, backing vocals (2017–presente)

## Discografia

### Álbuns de estúdio
- Survivor (1980)
- Premonition (1981)
- Eye of the Tiger (1982)
- Caught in the Game (1983)
- Vital Signs (1984)
- When Seconds Count (1986)
- Too Hot to Sleep (1988)
- Reach (2006)

### Álbuns ao vivo
- Live in Japan 1985 (1985)
- Extended Versions: The Encore Collection (2004)

### Coletâneas
- The Very Best of Survivor (1986)
- Greatest Hits (1989)
- Greatest Hits II (1993)
- Prime Cuts: The Classic Tracks (1998)
- Survivor Special Selection (2000)
- Fire In Your Eyes: Greatest Hits (2001)
- Ultimate Survivor (2004)
- The Best Of Survivor (2006)
- Playlist: The Very Best of Survivor (2009)
- The Essential Survivor (2014)

### Álbuns não oficiais
- Fire Makes Steel: The Demos (1996)